# バンパー・ロビンソン
バンパー・ロビンソン（Bumper Robinson、1974年6月19日 - ）は、アメリカ合衆国の俳優、声優。芸名のバンパーの由来は、幼少時家の周りを走り回っては周りにあるものにぶつかっていたことからきている。

## 人物
オハイオ州クリーブランド出身。
俳優としてのデビュー作はビル・コスビー主演のJell-Oのプディング・ポップのコマーシャル。また幼少時からThe JeffersonsやWebster、Night Court、『デイズ・オブ・アワ・ライブス』、1985年公開のデニス・クエイドとルイス・ゴセット・ジュニア主演の映画『第5惑星』ではザミス役を演じた。
また、『サブリナ』やThree, Guys Like Us,Flatlandといったテレビシリーズにも出演し、ミニシリーズ『The O.J. Simpson Story 』で若き頃のO・J・シンプソン、『The Jacksons: An American Dream』で若き頃のジャッキー・ジャクソンといった実在の人物を演じたこともあった。なお、『The Jacksons: An American Dream』ではYoung Artist Awardのテレビ映画部門で受賞した。なお、 On Our OwnではJimmi Jerricoの友人であるナットを演じた。
1994年ロビンソンは、『スタートレック:ディープ・スペース・ナイン』の『The Abandoned』という回でジェムハダーの子どもを演じるという形でゲスト出演した。同年、『Saved by the Bell: The New Class』の"Bayside Story"という回にも出演した。その時の役柄は、ダグ・パーカーというValley High Schoolのフットボールチームのキャプテンで、ビアンカ・ローソン演じるBayside Highのチアリーダーと恋に落ちるという人物だった。
声優業では『ピンキー&ブレイン』、『フューチュラマ』、『ブラザー・ベア』、『ミュータント・タートルズ』(1987年度版)などの作品に出演している。2007年から放送された『トランスフォーマー アニメイテッド』では、オートボットのバンブルビーと、『ディセプティコン』のトリプルチェンジャーにして多重人格者のブリッツウィングなどを演じた。

## 出演作品

### 映画
- 第5惑星 Enemy Mine (1985)
- ジャンクション White Man's Burden (1995)
- エネミー・ライン Behind Enemy Lines (2001)

### 劇場版アニメ
- ブラザー・ベア(2003)

### テレビ番組
- en:Night Court
- Days of our Lives (1987-1989)
- Amen
- en:Family Matters
- en:A Different World
- ジェネレーションX(テレビ映画)（モンド）
- en:Touched By An Angel
- サブリナ
- Sister, Sister
- en:Three
- en:Cyberchase（ペンギン）
- en:Living Single
- en:Grown Ups
- en:The Old Settler
- Webster
- en:The Parkers
- The Game (2007)
- #blackAF (2020)

### テレビアニメ
- ゴジラ ザ・シリーズ（役名表記無し）
- en:The Flintstone Kids
- en:Scooby-Doo and the Ghoul School
- en:Static Shock
- ティーン・タイタンズ（ホットスポット）
- ミュータント・タートルズ(1987年度版)（カーター）
- en:What's with Andy? - Danny Picket（初代）
- トランスフォーマー アニメイテッド（バンブルビー、 ブリッツウィング、 ポーター・C・パウエル）
- バットマン（若い警察官）
- バットマン・ザ・フューチャー（ザック）
- バットマン:ブレイブ&ボールド（ブラック・ライトニング）
- フューチュラマ （ Dwight Conrad）
- ベン10 オムニバース（ブロックス、ルーク・ブロンコ他）
- Legion of Super Heroes（スター・ボーイ）

### ゲーム
- Jak 3 - ダーマス
- トランスフォーマー アニメイテッド・ザ・ゲーム（バンブルビー、ブリッツウィング）